# PhotoRec
PhotoRec is vrije software die gegevens herstelt van flashgeheugens (CompactFlash, USB-stick, SD-kaart, SmartMedia, Microdrive, MMC-kaart enz.), harde schijven en cd-roms. Het herstelt de meest voorkomende fotoformaten, inclusief JPEG, en herstelt ook audiobestanden, inclusief MP3, documentformaten zoals OpenDocument, Microsoft Office, PDF en HTML, en archiefformaten zoals ZIP.
PhotoRec is geschreven in C en is beschikbaar voor MS-DOS, Windows NT+, Linux, Mac, FreeBSD, NetBSD, OpenBSD en Solaris.